# Stazione di Bondeno
Stazione di Bondeno vasútállomás Olaszországban, Bondeno településen.

## Vasútvonalak
Az állomást az alábbi vasútvonalak érintik:
- Suzzara–Ferrara-vasútvonal

## Kapcsolódó állomások
A vasútállomáshoz az alábbi állomások vannak a legközelebb:
- Stazione di Vigarano Pieve (Stazione di Ferrara, Suzzara–Ferrara-vasútvonal)
- Stellata Ficarolo railway station (Stazione di Suzzara, Suzzara–Ferrara-vasútvonal)